# Psiadia trinervia
Psiadia trinervia là một loài thực vật có hoa trong họ Cúc. Loài này được Willd. miêu tả khoa học đầu tiên.